# メロバウデス
フラウィウス・メロバウデス（ラテン語: Flavius Merobaudes、? - 388年）は、4世紀のフランク人で、西ローマ帝国の政治家および軍人。377年、383年、388年の執政官。

## 生涯
メロバウデスは4世紀のフランク人で、西ローマ帝国の政治家および軍人。メロバウデスは西帝ユリアヌスの東征に従って頭角を現し、363年にユリアヌスが戦死した際にはユリアヌスの死体の護送を担当している。375年頃、ウァレンティニアヌス1世によってマギステル・ペディトゥム（歩兵長官）もしくはマギステル・ミリトゥムに任命された。
375年にウァレンティニアヌス1世が死亡すると、イリュリクムのローマ軍団が不穏な動きを見せた。ウァレンティニアヌス1世の長男で共同皇帝でもあったグラティアヌスは当時イリュリクムからは遠く離れたトリーアを拠点としていたため、メロバウデスはウァレンティニアヌス1世の後妻ユスティナの子ウァレンティニアヌス2世をシルミウムにおけるグラティアヌスの共同皇帝に擁立し、軍団にウァレンティニアヌス2世への忠誠を誓わせることで事態を収拾した。この緊急処置にグラティアヌスは不満もあったようだが、結果としてはメロバウデスの処置を受け入れることとした。以後メロバウデスはグラティアヌスおよびウァレンティニアヌス2世の後見人としてリコメルやフラウィウス・バウトらとともに幼い皇帝たちの政務を代行した。メロバウデスは377年、383年、388年と3度の執政官を務めている。当時の執政官職は皇帝や皇帝の親族によって独占されることが多かったので、これは非常に稀有で名誉なことだった。
388年に没し、おそらくはトリーアに埋葬された。子孫からは5世紀の詩人メロバウデス(fl.432-446)が出た。
アキタニアのプロスペロによれば、メロバウデスは383年にグラティアヌスを裏切ってマグヌス・マクシムスを支持したために没落し、それを苦にして385年に自殺したとされる。しかし現代の歴史家たちの多くは、メロバウデスがグラティアヌスおよびウァレンティニアヌス2世の後見人として実質的に帝国を支配できる立場であったことや、彼が388年に3度目の執政官に就任している記録などから、これらの話はありそうもないことだと考えている。